# Joao Grimaldo
Joao Grimaldo (Lima, 20 febbraio 2003) è un calciatore peruviano, attaccante del Riga FC in prestito dal Partizan.

## Caratteristiche tecniche
È un'ala sinistra.

## Carriera

### Club
Cresciuto nelle giovanili dell'Esther Grande e poi in Sporting Cristal, ha esordito in prima squadra il 28 novembre 2020 disputando l'incontro del campionato peruviano vinto 3-2 contro l'Academia Cantolao.

### Nazionale
Il 12 settembre 2023 esordisce con il Perù nella sconfitta per 0-1 contro il Brasile. Il 22 marzo ha segnato il suo primo gol nell'amichevole vinta 2-0 contro il Nicaragua.

## Statistiche

### Presenze e reti nei club
| Stagione        | Squadra          | Campionato      | Campionato | Campionato | Coppe nazionali | Coppe nazionali | Coppe nazionali | Coppe continentali | Coppe continentali | Coppe continentali | Altre coppe | Altre coppe | Altre coppe | Totale | Totale |
| Stagione        | Squadra          | Comp            | Pres       | Reti       | Comp            | Pres            | Reti            | Comp               | Pres               | Reti               | Comp        | Pres        | Reti        | Pres   | Reti   |
| --------------- | ---------------- | --------------- | ---------- | ---------- | --------------- | --------------- | --------------- | ------------------ | ------------------ | ------------------ | ----------- | ----------- | ----------- | ------ | ------ |
| 2020            | Sporting Cristal | PD              | 1          | 0          | CP              | 0               | 0               | CL                 | 0                  | 0                  |             | -           | -           | 1      | 0      |
| 2021            | Sporting Cristal | PD              | 16         | 0          | CP              | 4               | 1               | CL+CS              | 3+4                | 0                  |             | -           | -           | 27     | 1      |
| 2022            | Sporting Cristal | PD              | 24         | 4          | CP              | 0               | 0               | CL                 | 1                  | 0                  |             | -           | -           | 25     | 4      |
| 2023            | Sporting Cristal | PD              | 18         | 2          | CP              | 0               | 0               | CL+CS              | 9+0                | 1+0                |             | -           | -           | 27     | 3      |
| Totale carriera | Totale carriera  | Totale carriera | 59         | 6          |                 | 4               | 1               |                    | 17                 | 1                  |             | -           | -           | 80     | 8      |

## Palmarès

### Competizioni nazionali
- Campionato peruviano: 1

Sporting Cristal: 2020